# یونیورسال استودیوز پکن
یونیورسال استودیوز پکن (انگلیسی: Universal Studios Beijing) شرکت سرگرمی چینی است.